# Hlevaha
Hlevaha (în ucraineană Глеваха) este o așezare de tip urban din raionul Vasîlkiv, regiunea Kiev, Ucraina. În afara localității principale, nu cuprinde și alte sate. În secolul al XIX-lea, satul făcea parte din volostul Hlevaha, uezdul Kiev.

## Demografie
Componența lingvistică a așezării de tip urban Hlevaha
     Ucraineană (92,47%)
     Rusă (6,87%)
     Alte limbi (0,2%)
Conform recensământului din 2001, majoritatea populației așezării de tip urban Hlevaha era vorbitoare de ucraineană (92,47%), existând în minoritate și vorbitori de rusă (6,87%).